# Constant Dubos
Pour les articles homonymes, voir Dubos.
Constant Dubos, né à Massy en 1768 et mort le 30 décembre 1845, est un professeur de rhétorique, poète et traducteur français.

## Biographie
Il fut professeur de rhétorique au Lycée impérial de 1810 à 1820. Il publia en 1808 Les Fleurs, charmant recueil d'idylles et d'allégories, et composa des poésies jusque dans sa vieillesse, parmi lesquelles une Ode à Pierre-Paul Riquet, le créateur du canal du Languedoc. Il fit une traduction en vers des Épigrammes de Martial, parue en 1841, ainsi qu'une traduction des Satires de Juvénal, parue en 1852.

## Source
Cet article comprend des extraits du Dictionnaire Bouillet. Il est possible de supprimer cette indication, si le texte reflète le savoir actuel sur ce thème, si les sources sont citées, s'il satisfait aux exigences linguistiques actuelles et s'il ne contient pas de propos qui vont à l'encontre des règles de neutralité de Wikipédia.